# Городищенский район (Пензенская область)
Городи́щенский райо́н — административно-территориальная единица (район) и муниципальное образование (муниципальный район) в Пензенской области России. Административный центр — город Городище.

## География
Район находится в восточной части области и занимает территорию 2053 км². Из неё пашни — 63,2 тыс., сенокосные угодья — 7,7 тыс., пастбищ — 21,1 тыс. га, лесов — 84,3 тыс. га (45,4 % от всей территории района).
Граничит на севере с Никольским районом, на востоке — с Сосновоборским и Кузнецким районами, на юге с Камешкирским и Шемышейским районами, на западе — с Пензенским, Бессоновским и Лунинским районами Пензенской области.
В результате затопления выработанного во время Великой Отечественной войны торфяника было образовано озеро Дальнее Сорко.

## История
Район образован 16 июля 1928 года в составе Кузнецкого округа Средне-Волжской области. В него вошла большая часть территории упразднённого Городищенского уезда Пензенской губернии.
С 1929 по 1935 годы район был в составе Средневолжского (Куйбышевского) края, с 1936 по 1937 годы — в Куйбышевской области. 27 ноября 1937 года район включен в состав Тамбовской области. 4 февраля 1939 года передан из Тамбовской области в состав вновь образованной Пензенской области.
19 сентября 1939 года из Иванисовского с/с Городищенского района в Болтинский с/с Камешкирского района было передано селение Полянщино.
В 1943—1951 годах из состава Городищенского района выделялся Чаадаевский район.
В соответствии с Законом Пензенской области от 2 ноября 2004 года № 690-ЗПО в районе образовано 3 городских и 16 сельских поселений (сельсоветов), установлены границы муниципальных образований.
22 декабря 2010 года в соответствии с Законом Пензенской области № 1992-ЗПО было упразднено 4 сельсовета с включением их территорий в состав других сельсоветов.

## Население
Динамика численности населения района:
| 1939    | 1959    | 1970    | 1979    | 1989    | 2002    | 2009    |
| ------- | ------- | ------- | ------- | ------- | ------- | ------- |
| 69 952  | ↘64 682 | ↗67 006 | ↘61 719 | ↘58 266 | ↘53 125 | ↘50 247 |
| 2010    | 2011    | 2012    | 2013    | 2014    | 2015    | 2016    |
| ↗52 480 | ↘52 345 | ↘51 768 | ↘51 413 | ↘50 651 | ↘50 156 | ↘49 314 |
| 2017    | 2018    | 2021    |         |         |         |         |
| ↘49 036 | ↘48 495 | ↘45 838 |         |         |         |         |

### Урбанизация
В городских условиях (города Городище и Сурск, рабочий посёлок Чаадаевка) проживают  44,86 % населения района.

### Национальный состав
60,5% — русские; 31,9% — татары; 5,9% — мордва; 0,3% — армяне; 0,1% — чуваши и 1,3 % — другие.

## Административное деление
В Городищенский район как административно-территориальное образование входят 2 города районного значения, 1 рабочий посёлок (пгт) и 12 сельсоветов.
В муниципальный район входят 15 муниципальных образований, в том числе 3 городских поселения и 12 сельских поселений.
| №        | Муниципальное образование   | Административный центр    | Количество населённых пунктов | Население | Площадь, км2 |
| -------- | --------------------------- | ------------------------- | ----------------------------- | --------- | ------------ |
| 1e-06    | Городские поселения:        |                           |                               |           |              |
| 1        | город Городище              | город Городище            | 1                             | ↘7796     | 9,39         |
| 2        | город Сурск                 | город Сурск               | 1                             | ↗6034     | 6,37         |
| 3        | рабочий посёлок Чаадаевка   | рабочий посёлок Чаадаевка | 3                             | ↘6740     | 31,87        |
| 3.000002 | Сельские поселения:         |                           |                               |           |              |
| 4        | Архангельский сельсовет     | село Архангельское        | 3                             | ↘1468     | 131,60       |
| 5        | Верхнеелюзанский сельсовет  | село Верхняя Елюзань      | 1                             | ↘2824     | 46,19        |
| 6        | Верхнешкафтинский сельсовет | село Верхний Шкафт        | 3                             | ↘550      | 220,29       |
| 7        | Дигилевский сельсовет       | село Дигилевка            | 2                             | ↘305      | 131,02       |
| 8        | Канаевский сельсовет        | село Канаевка             | 8                             | ↘2094     | 210,91       |
| 9        | Нижнеелюзанский сельсовет   | село Нижняя Елюзань       | 4                             | ↘2330     | 179,30       |
| 10       | Павло-Куракинский сельсовет | село Павло-Куракино       | 6                             | ↘1198     | 159,95       |
| 11       | Русско-Ишимский сельсовет   | село Русский Ишим         | 9                             | ↘760      | 235,36       |
| 12       | Среднеелюзанский сельсовет  | село Средняя Елюзань      | 2                             | ↗9509     | 86,09        |
| 13       | Турдакский сельсовет        | село Старые Турдаки       | 6                             | ↘1510     | 152,60       |
| 14       | Чаадаевский сельсовет       | село Чаадаевка            | 2                             | ↘2086     | 115,18       |
| 15       | Юловский сельсовет          | село Юлово                | 12                            | ↘634      | 337,14       |

### Населённые пункты
В Городищенском районе 63 населённых пункта.
| №  | Населённый пункт    | Тип                     | Население | Муниципальное образование   |
| -- | ------------------- | ----------------------- | --------- | --------------------------- |
| 1  | Александровка       | деревня                 | 186       | Павло-Куракинский сельсовет |
| 2  | Алексеевка          | деревня                 | 5         | Турдакский сельсовет        |
| 3  | Архангельское       | село                    | ↗1368     | Архангельский сельсовет     |
| 4  | Аряво               | село                    | ↗3        | Юловский сельсовет          |
| 5  | Борисовка           | деревня                 | 191       | Павло-Куракинский сельсовет |
| 6  | Веденяпино          | село                    | →3        | Нижнеелюзанский сельсовет   |
| 7  | Верхний Крутец      | деревня                 | 8         | Юловский сельсовет          |
| 8  | Верхний Шкафт       | село                    | ↘335      | Верхнешкафтинский сельсовет |
| 9  | Верхняя Елюзань     | село                    | ↘2824     | Верхнеелюзанский сельсовет  |
| 10 | Вышелей             | село                    | ↘359      | Верхнешкафтинский сельсовет |
| 11 | Городище            | город                   | ↗7796     | город Городище              |
| 12 | Дигилевка           | село                    | ↘416      | Дигилевский сельсовет       |
| 13 | Затон               | посёлок                 | ↘379      | Турдакский сельсовет        |
| 14 | Иванисовка          | село                    | ↘178      | Нижнеелюзанский сельсовет   |
| 15 | Ивановка            | село                    | ↘19       | Юловский сельсовет          |
| 16 | Кадада              | железнодорожная станция | 6         | рабочий посёлок Чаадаевка   |
| 17 | Камыш               | посёлок                 | 101       | Канаевский сельсовет        |
| 18 | Канаевка            | село                    | ↘1749     | Канаевский сельсовет        |
| 19 | Кардаво             | село                    | ↘213      | Юловский сельсовет          |
| 20 | Ключевка            | деревня                 | 23        | Юловский сельсовет          |
| 21 | Кологреевка         | деревня                 | 102       | Русско-Ишимский сельсовет   |
| 22 | Красный             | посёлок                 | 97        | Канаевский сельсовет        |
| 23 | Лесной              | посёлок                 | 80        | Архангельский сельсовет     |
| 24 | Лесозавод           | посёлок                 | 59        | Юловский сельсовет          |
| 25 | Лобановка           | деревня                 | 4         | Юловский сельсовет          |
| 26 | Лопатино            | село                    | ↗248      | Нижнеелюзанский сельсовет   |
| 27 | Луговые Выселки     | деревня                 | 19        | Русско-Ишимский сельсовет   |
| 28 | Марьевка            | деревня                 | 73        | Павло-Куракинский сельсовет |
| 29 | Можарка             | село                    | ↘181      | Русско-Ишимский сельсовет   |
| 30 | Мордовский Ишим     | село                    | ↘245      | Русско-Ишимский сельсовет   |
| 31 | Нижняя Елюзань      | село                    | ↗2290     | Нижнеелюзанский сельсовет   |
| 32 | Николо-Райское      | село                    | ↗32       | Канаевский сельсовет        |
| 33 | Никоново            | железнодорожная станция | 3         | рабочий посёлок Чаадаевка   |
| 34 | Новокрещено         | село                    | ↘42       | Турдакский сельсовет        |
| 35 | Новые Забалки       | село                    | ↘296      | Канаевский сельсовет        |
| 36 | Новые Турдаки       | село                    | ↘13       | Турдакский сельсовет        |
| 37 | Новый Ишим          | деревня                 | 3         | Русско-Ишимский сельсовет   |
| 38 | Павло-Куракино      | село                    | ↘828      | Павло-Куракинский сельсовет |
| 39 | Перелески           | посёлок                 | 3         | Русско-Ишимский сельсовет   |
| 40 | Песчанка            | село                    | ↘50       | Юловский сельсовет          |
| 41 | Рубежные Выселки    | деревня                 | 22        | Юловский сельсовет          |
| 42 | Русский Ишим        | село                    | ↘333      | Русско-Ишимский сельсовет   |
| 43 | Садовка             | посёлок                 | 61        | Русско-Ишимский сельсовет   |
| 44 | Саловка             | село                    | ↘258      | Чаадаевский сельсовет       |
| 45 | Середа              | посёлок                 | 71        | Павло-Куракинский сельсовет |
| 46 | Смычка              | посёлок                 | ↘4        | Среднеелюзанский сельсовет  |
| 47 | Соловейка           | село                    | ↘59       | Дигилевский сельсовет       |
| 48 | Средняя Елюзань     | село                    | ↗9505     | Среднеелюзанский сельсовет  |
| 49 | Старые Турдаки      | село                    | ↘656      | Турдакский сельсовет        |
| 50 | Стеклозавод         | посёлок                 | 120       | Верхнешкафтинский сельсовет |
| 51 | Сурск               | город                   | ↗6034     | город Сурск                 |
| 52 | Суходольные Выселки | деревня                 | 102       | Павло-Куракинский сельсовет |
| 53 | Телегино            | село                    | ↗14       | Юловский сельсовет          |
| 54 | Трескино            | село                    | ↘765      | Турдакский сельсовет        |
| 55 | Трушнино            | посёлок                 | 37        | Канаевский сельсовет        |
| 56 | Тумалейка           | посёлок                 | 5         | Русско-Ишимский сельсовет   |
| 57 | Уранка              | село                    | ↘170      | Архангельский сельсовет     |
| 58 | Чаадаевка           | рабочий посёлок         | ↘6734     | рабочий посёлок Чаадаевка   |
| 59 | Чаадаевка           | село                    | ↗3818     | Чаадаевский сельсовет       |
| 60 | Шнаево              | железнодорожная станция | ↗215      | Канаевский сельсовет        |
| 61 | Шнаево              | село                    | ↘35       | Канаевский сельсовет        |
| 62 | Южный               | посёлок                 | 3         | Юловский сельсовет          |
| 63 | Юлово               | село                    | ↘522      | Юловский сельсовет          |

### Упразднённые населённые пункты
В 2006 г упразднено село Дмитриевка.
В декабре 2015 года деревня Ишимка 1-я Верхнешкафтинского сельсовета, посёлки Кичкиней и Рубеж Русско-Ишимского сельсовета исключены из учётных данных административно-территориального устройства Пензенской области как населённые пункты фактически прекратившие своё существование, в которых отсутствуют официально зарегистрированные жители.

## Экономика
В районе расположено предприятие лёгкой промышленности («Сурская мануфактура»), спиртзавод, хлебокомбинат и некоторые другие.
Также важное место в экономике района занимает сельское хозяйство животноводческо-растениеводческого направления.

## Транспорт
С Пензой район связывает федеральная трасса М5 «Урал». В южной части района проходит Куйбышевская железная дорога, имеется 4 станции: Шнаево, Канаевка, Асеевская, Чаадаевка.